# 沃尔顿县 (佐治亚州)
沃尔顿县（英語：Walton County）是美国佐治亚州的一个县，门罗为其县治所在。根据美国人口调查局2000年统计，共有人口60,687人，其中白人占83.03%、非裔美国人占14.42%。